# Coelosia xochiquetzali
Coelosia xochiquetzali är en tvåvingeart som beskrevs av Soli 1997. Coelosia xochiquetzali ingår i släktet Coelosia och familjen svampmyggor. Inga underarter finns listade i Catalogue of Life.